# Nicole van Goethem
Nicole van Goethem (Anversa, 31 maggio 1941 – 3 marzo 2000) è stata un'animatrice e illustratrice belga. È nota soprattutto per aver scritto e diretto Una tragedia greca, vincitore del Oscar al miglior cortometraggio d'animazione nel 1987.

## Biografia
Studiò arti applicate al Sint Maria Instituut di Anversa, flauto da concerto occidentale al Conservatorio reale di Anversa e corsi serali alla Royal Academy of Fine Arts nella stessa città.
Fino all'età di circa 30 anni, ha vissuto e lavorato nella vita notturna di Anversa, ma ha deciso di smettere e ha iniziato a lavorare come graphic designer e illustratrice per agenzie pubblicitarie e riviste. Dopo aver incontrato il fumettista Picha, ha collaborato ai suoi film Tarzoon: Shame of the Jungle del 1975 e The Missing Link del 1980. Ha anche lavorato al film d'animazione del 1984 John the Fearless di Jef Cassiers.
Nel 1985 Van Goethem terminò il suo primo cortometraggio animato, Una tragedia greca, che vinse il Gran Premio al Festival Internazionale del Film d'Animazione di Annecy nel 1985 e l'Oscar per il miglior cortometraggio d'animazione nel 1987.
Nel 1988 terminò il suo secondo cortometraggio, Vol van gratie ("Piena di grazia"), su alcune suore che per errore entrano in un sex shop e comprano quello che credono essere candele, ma che si rivelano essere qualcosa di completamente diverso. Iniziò quindi a lavorare al terzo film, Living Apart Together, la cui durata prevista era di circa 8 minuti e con circa il 75% del lavoro svolto al momento della sua morte.

## Mostre
- Nicole van Goethem: Drawing the Film, Museo d'arte contemporanea, Anversa (12 dicembre 1987 - 7 febbraio 1988) e Cinémathèque québécoise (Mùontreal, Canada), 1 settembre 1988 - 30 settembre 1988

## Riconoscimenti
- Premio Oscar
  - 1987 - Miglior cortometraggio d'animazione per Una tragedia greca